# Буксгевден, София Карловна
Баронесса София Карловна Буксгевден (нем. Sophie von Buxhoeveden; 1883, Санкт-Петербург — 26 ноября 1956) — фрейлина последней русской императрицы Александры Фёдоровны, мемуаристка.

## Биография
Родилась 6 (18) сентября 1883 года в Петербурге в семье Карла Карловича Буксгевдена.
Сопровождала царскую семью в ссылку в Тобольск. Была отделена от неё незадолго до убийства. Уехала в эмиграцию через Сибирь, Японию и Северную Америку.
Жила в Копенгагене, а затем в Лондоне. Написала три книги (на английском языке, были переведены на русский язык):
- «Life and Tragedy of Alexandra Feodorovna, Empress of Russia». — London, N.Y., Toronto: Longmans, Green. 1928;
- «Left behind. . December 1917 — February 1919». — London: Longmans, Green. 1929;
- «Before the storm». London: Macmillan. 1938.

переводы:
- Венценосная мученица. Жизнь и трагедия Александры Феодоровны, императрицы всероссийской / Пер. с англ. Н. Б. Лебедевой. — М.: Русскій Хронографъ, 2006. — 528 с.
- Жизнь и трагедия Александры Федоровны, Императрицы России. Воспоминания фрейлины в трех книгах. Кн. 1: Жизнь и трагедия Александры Федоровны, Императрицы России. Кн. 2: Минувшее. Четырнадцать месяцев в Сибири во время революции. Декабрь 1917 — февраль 1919 гг. Кн. 3: Перед бурей / Пер. В. А. Ющенко; отв. ред. и сост. коммент. Т. Б. Манакова и К. А. Протопопов. — М.: Лепта Книга, Вече, Гриф, 2012. — 800 с., ил.

2 том: Баронесса Софья Буксгевден. Жизнь и трагедия Александры Федоровны, Императрицы России. Комментарии к воспоминаниям. Отв. ред. и сост. коммент. Т. Б. Манакова и К. А. Протопопов. — М.: Лепта Книга, Вече, Гриф, 2012. — 576 с., ил.